# Сатин, Борис Фёдорович
Борис Федорович Сатин (21 июля 1938 — 29 января 2014) — советский государственный деятель, 1-й секретарь Ташкентского городского комитета КП Узбекистана, председатель Комитета народного контроля Узбекской ССР.

## Биография
В 1961 году окончил Челябинский политехнический институт имени Ленинского комсомола, инженер-металлург.
В 1961—1973 годах — мастер, заместитель начальника цеха Челябинского завода дорожных машин.
Член КПСС с 1968 года.
В 1973—1985 годах — председатель комитета профсоюза, секретарь партийного комитета Челябинского завода дорожных машин, 2-й секретарь, 1-й секретарь Советского районного комитета КПСС города Челябинска, инструктор отдела организационно-партийной работы ЦК КПСС.
В 1984 году окончил Свердловскую высшую партийную школу.
В 1985 — августе 1989 года — 1-й секретарь Ташкентского городского комитета КП Узбекистана.
19 августа 1989—1990 года — председатель Комитета народного контроля Узбекской ССР.
С 1990 года — заместитель председателя исполнительного комитета Челябинского областного совета народных депутатов.
Депутат Верховного Совета Узбекской ССР 11-12-го созывов. Депутат Верховного Совета СССР 11-го созыва (1986—1989). Народный депутат СССР (1989—1991).
Делегат XXVII и XXVIII съездов КПСС, XIX партконференции.
После 1991 года — первый помощник председателя Законодательного Собрания, председатель Совета ветеранов госорганов Челябинской области